# Up-T
- UP-T

オリジナルTシャツのUP-T（アップティー）は、丸井織物株式会社が運営するオリジナルTシャツ作成サービス。
2015年4月運営スタート。吉本興業のかまいたちを使ったCMがスタート。

## 概要
2015年に、丸井織物がサービスを開始。自分でデザインしたものを売ることができ、カスタマイズアイテムの商品を買うことができるポータルサイト。
2016年9月にオリジナルTシャツのUP-Tをリリース。
2021年4月にかまいたちとのCMがスタート。同年の7月ユニフォームデザイングランプリ開催、10月、ラジオ番組『ぶんぶんボウルの休み時間』コラボグッズ販売開始、12月、arモデル争奪戦企画などのイベントが開催される。
2022年には、1月に一ノ瀬陽鞠のMCで冠番組「一ノ瀬陽鞠のパカッとひまりん」がスタート。2月に第34回 ジュノン・スーパーボーイ・コンテストのファイナリスト全15名によるJUNON9月号（7月22日発売）誌面のモデルデビューをかけた販売バトル企画開催。4月にはリクルートCM放送開始、再びかまいたちとのCMスタートなど様々なイベントが開催された。

## 沿革
2015年
- オリジナルTシャツのUP-Tのサービスを開始
- 7月2日 - 杉村太蔵がMCを務める新番組「やっちまった企画室」とコラボ[1]
- 7月19日 - ポイントサービス『uポイント』導入

2016年
- 9月 - オリジナルTシャツのUP-Tをリリース

2017年
- 10月 - オリジナルTシャツサービスTMIXをM&A

2020年
- 4月 -  Tシャツ販売バトル”T-1グランプリ”スタート

2021年
- 4月15日 - かまいたちとのCMスタート[2]
- 4月15日 -『Up‐T presents T‐1グランプリ～アンバサダーかまいたち！吉本芸人大集合！Tシャツバトル！～』 開催[3]
- 5月24日 -『UP-T プレゼンツ「ほくりくアイドル部 マンスリーTシャツチャレンジ」～ほくりくアイドル部が本気でデザイン！Tシャツ販売キャンペーン～』をスタート！[4]
- 5月24日 - ほくりくアイドル部が「UP-T公式応援ガール」に就任[5]
- 7月21日 - ユニフォームデザイングランプリ開催[6]
- 8月24日 - 「クロコラTシャツグランプリ」 開催[7]
- 8月26日 - 「THE FASHIONISTA presented by UP-T」開催[8]
- 8月 - アイドルイベントコラボ”@JAM THE FASHIONISTA”スタート[9]
- 10月 -トートバッグ販売会社カプセルボックスをM&A
- 10月21日 - ラジオ番組『ぶんぶんボウルの休み時間』コラボグッズ販売開始[10]
- 10月23日 - ライブ配信サービス「Mildom」とコラボしたイベント「UP-T×Mildom」開催
- 10月24日 - 石川元気応援隊「ジャンピン」とのコラボ企画開始[11]
- 11月4日 - ベルティ・販促物制作会社の「カプセルボックス」を100%子会社化
- 11月5日 - クリエイターコラボグッズFES開催 [12]
- 11月20日 - CROWN POPとコラボグッツ販売[13]
- 12月4日 - WALLOP IDOLのオリジナルグッズ販売[14]
- 12月17日 - RIZINガールとコラボ企画開催[15]
- 12月25日 - arモデル争奪戦企画開催[16]

2022年
- 1月 - 一ノ瀬陽鞠のMCで冠番組「一ノ瀬陽鞠のパカッとひまりん」がスタート
- 1月11日 - 神保町よしもと漫劇Tシャツグランプリ2022開催[17]
- 2月1日 - 100名のインフルエンサーによる販売バトル企画開催[18]
- 2月21日 - 第34回 ジュノン・スーパーボーイ・コンテストのファイナリスト全15名によるJUNON9月号（7/22発売）誌面のモデルデビューをかけた販売バトル企画開催[19]
- 4月1日 - アップアップガールズ（仮）、アップアップガールズ（2）とのコラボTシャツ販売[20]
- 4月6日 - 「ニコニコ♡STAGE」とコラボバトル企画開催[21]
- 4月12日 - VIVA LA ROCKとのコラボレーション企画開催[22]
- 4月15日 - リクルートCM放送開始
- 4月21日 - かまいたちCM放送開始
- 4月22日 -「夕闇に誘いし漆黒の天使達」と限定グッズの販売バトル 企画開催[23]
- 5月14日 - Arc JewelとUp-Tのコラボイベント第2弾「オリジナルグッズ工房 架け橋」スタート！[24]
- 5月26日 - ほくりくアイドル部xUp-Tのコラボイベント第2弾企画・「ほくりくアイドル部 デザインコンテスト in Summer」がスタート[25]
- 6月14日 - 「イケメン四銃士」とUp-Tのコラボレーションイベント「イケT四銃士」開催[26]
- 6月21日 -「もい鳥」コラボTシャツ販売[27]
- 6月29日 - ライブ・エンターテイメントEXPOに出展[28]
- 7月7日 - 「Nekotsubo（ねこつぼ）」のオリジナルカスタマイズコラボTシャツの販売開始[29]
- 7月19日 - 「ライトン生活」のオリジナルカスタマイズコラボTシャツの販売開始[30]
- 7月 - アイドルイベントコラボ “TIFグランプリ”スタート
- 8月11日 - 「竜王アイドル夏祭り: DRAGON QUEEN'S FESTIVAL」とコラボ[31]
- 8月12日 - TOKYO IDOL FESTIVAL 2022とUP-Tがコラボ「THE IDOL GP in TIF 2022 ~アイドルの頂点を目指せ！」[32]
- 8月26日 - @JAM EXPO 2022とUP-Tがコラボ「THE FASHIONISTA2022 ~人気ファッション誌「Ray」掲載権&ビジョンCM出演権 争奪戦~」 [33]
- 8月31日 - 北海道のアイドルフェスティバル「LIVE PRO FES」x UP-Tのコラボ企画スタート [34]
- 9月1日 - 雑誌『ニコラ』 2022年10月号 × UP-Tのコラボレーション企画開催 [35]
- 9月7日 - TikTokerたにりかコラボ [36]
- 9月12日 - 男装パフォーマンスユニットスペーズとコラボ [37]
- 9月14日 - 人力舎所属芸人によるガチンコグッズ販売バトル開催 [38]
- 9月16日 - ベイビーレイズJAPANのデビュー10周年記念コラボ [39]
- 9月18日 - 石川涼楓と「一ノ瀬陽鞠のパカっとひまりん」のコラボグッズ販売[40]
- 9月23日 - オリジナルＴシャツ販売バトル「WALLOP IDOL CLOTHING AWARD 2022」開催[41]
- 9月27日 - 東京ガールズコレクションプロデュース「TGC teen 2022 Tokyo」の冠となるプラチナパートナーに決定[42]
- 9月28日 - アイドルグループSW!CHのメンバーAKARIの生誕祭記念グッズ販売[43]
- 10月5日 - 北陸ラーメン博とコラボ[44]
- 10月21日 - 「仮面女子 カスタム ストア　～仮面女子のスタンプを使ってオリジナルグッズを作ろう～」開催[45]
- 11月4日 - 「RIZINガール x Up-T Design Winter Match 2022 - 2023」開催[46]
- 11月13日 - 「TGC teen × UP-T 秋の大運動会」を開催[47]
- 12月5日 - 「カワウソちぃたん☆のオリジナルグッズショップ」が開店 [48]
- 12月8日 -  ライブ配信サービス「Mildom」×「UP-T」コラボイベント 開始 [49]
- 12月9日 - 「UP-T FESTIVAL vol. 1」の開催決定 [50]
- 12月13日 - 丸井織物と信州大学繊維学部が「産学官連携PBLプロジェクト」を発足 [51]
- 12月15日 - 年末最強の笑いの祭典『DAIBAKUSHOW 2022』とUP-Tがコラボ [52]
- 12月18日 - 「一ノ瀬陽鞠のパカっとひまりん」と大塚美波のコラボグッズが販売開始 [53]
- 12月23日 - 「New Year Premium Party 2023」とコラボ、グッズの販売バトルイベントを開催 [54]

2023年
- 1月11日 - 「ふわり愛」のオリジナルTシャツ販売 [55]
- 1月15日 - 「HORIPRO ACTORS LIVE EPISODE2」とのコラボレーション企画、出演俳優らによる限定グッズの販売企画開催 [56]
- 1月18日 - 松山あおいの描き下ろしスタンプのオリジナルグッズ販売開始 [57]
- 1月20日 - 「ほくりくTシャツデザインコンテストinいしかわ演芸文化祭」開催 [58]
- 1月20日 - 「Journey To UP-T FESTIVAL vol. 1」を開催 [59]
- 1月20日 - かまいたち単独ライブ「DESIRE」記念コラボ開催[60]
- 2月6日 - 「UP-T FESTIVAL vol. 1」のタイムテーブルを発表[61]
- 2月9日 - オリジナルTシャツ制作サービスUP-T 名称とロゴ変更
- 2月28日 - 朝倉海とのコラボTシャツの販売 [62]
- 2月28日 - 人気インフルエンサーとのコラボ企画 オリジナルデザインTシャツの販売ラウンドバトル開催 [63]
- 3月6日 -「一ノ瀬陽鞠のパカッとひまりん」と大塚萌香とのオリジナルグッズの販売開始 [64]
- 3月15日 - 「超チェキフェス2023」とのコラボ企画【超チェキフェスAWARD2023 SPRING】開催 [65]
- 3月22日 - NMB48とのコラボ企画、オリジナルTシャツ販売コンテスト開催 [66]
- 3月30日 - 「UP-T Talk ータレントとWEBで特典会ー」がリリーススタート [67]
- 4月3日 - UP-Tがポップカルチャーフェス「@JAM EXPO 2023」の特別協賛社に決定 [68]
- 4月6日 - 森下舞桜（仮面女子）と「一ノ瀬陽鞠のパカっとひまりん」のコラボグッズが販売開始 [69]
- 4月7日 - キャラクター「ころまるさん」とのコラボグッズの販売開始 [70]
- 4月7日 - 「2022-23 V. FINAL STAGE」とのコラボ開催 [71]
- 4月15日 - かまいたちを起用した新TVCM開始 [72]
- 4月25日 - UP-Tが北陸最大のアイドルフェス「UP-T presents かがやきフェス 2023」の特別協賛社に決定 [73]
- 4月25日 - 「DEEP DESIGN FIGHT 2023」が開幕 [74]
- 4月30日 - Devil ANTHEM.を起用した新TVCMを開始[75]
- 5月2日 - 宮本和奏とMROラジオ番組「一ノ瀬陽鞠のパカっとひまりん」のコラボグッズが販売開始[76]
- 5月12日 - UP-T主催のアイドルフェス「UP-T FESTIVAL mini vol. 2」の出演のアイドル LINE UP第1弾が公開[77]
- 5月24日 - 『321コマーサー渋谷スクランブル交差点で流れるCM出演権 争奪バトル』開催[78]
- 5月26日 - 「Hey!Mommy!'s Design Factory」開催[79]
- 6月2日 - アイドルグループバブルバビデガムとのコラボグッズ発売[80]
- 6月9日 - ZUTTOMOTTOとのコラボグッズ発売[81]
- 6月12日 - 丸井織物の生地ブランド“NOTO QUALITY”の単独展「布を穿く会」開催[82]
- 6月27日 - UP-T × OSAKA GIGANTIC MUSIC FESTIVAL 2023 コラボ開催 KEYTALKのオリジナルグッズをユーザーが自由に作成・購入できるサービスを開始[83]
- 6月27日 - UP-T × OSAKA GIGANTIC MUSIC FESTIVAL 2023 コラボ開催 ベリーグッドマンのオリジナルグッズをユーザーが自由に作成・購入できるサービスを開始[84]
- 7月5日 - UP-T × OSAKA GIGANTIC MUSIC FESTIVAL 2023 コラボ開催 PassCodeのオリジナルグッズをユーザーが自由に作成・購入できるサービスを開始[85]
- 7月10日 - アメリカでの販売をスタート[86]
- 7月13日 - コラボレーションTシャツ販売バトルイベント「THE IDOL GP in TIF 2023 ~アイドルの頂点を目指せ！~」を開催[87]
- 7月28日 - 福間彩音と「一ノ瀬陽鞠のパカっとひまりん」のコラボグッズ販売開始[88]
- 8月5日 - アイドルフェス@JAM EXPO 2023の豪華出演グループによるオリジナルデザイングッズが期間限定で販売[89]
- 8月6日 - KANSAI COLLECTION 2023 AUTUMN＆WINTERにおいて「推しTコレクション」を開催[90]
- 8月31日 - 超チェキフェス2023× UP-T のコラボ企画『超チェキフェスAWARD2023 SUMMER』を開催[91]
- 9月2日 - 「天月ワンマンライブハローサマーグッバイ」の公式ライブグッズ販売[92]
- 9月19日 - 「仮面女子 Goods Collection」を開催[93]
- 9月25日 - ライバーイベントFanチェキ!! と UP-Tのコラボ企画「Fanチェキ!! vol.2 推しGOODS 販売会！」を開催[94]
- 9月25日 - VTuberイベント「渋谷をジャックせよ！２」とUP-Tのコラボイベント開催[95]
- 9月27日 - 「Hakubi」のWILD BUNCH FEST 2023 出演記念企画 『Hakubi Original Goods Shop』開始[96]
- 10月16日 - STU48 瀧野由美子卒業コンサート」の開催を記念したメモリアルメッセージTシャツを販売[97]
- 10月26日 - 高畑麻優とのコラボ記念オリジナルグッズの販売開始[98]
- 10月26日 - NADESHIKO NIPPON 2023とのコラボイベント開催[99]
- 11月3日 - 『ミュゼプラチナム Presents SAPPORO COLLECTION 2023 AUTUMN/WINTER』協賛、特別ステージを開催[100]
- 11月4日 - UP-T特別ステージ「WINTER＆CASUAL COLLECTION SAPPORO edition」を開催[101]
- 11月22日 - 超・乃木坂スター誕生！ LIVE OFFICIAL SHOPを開催[102]
- 12月5日 - 韓国7人組グループアイドル「TAN」のオリジナルグッズ企画開催[103]
- 12月22日 - 「RIZINガールDesign Winter Match 2023 - 2024」開催[104]

2024年
- 1月11日 - UP-T 令和6年能登半島地震復興支援プロジェクト立ち上げ[105]
- 1月15日 - MROラジオ番組『松山あおいの限界ラジオ』のデザイングッズ販売開始[106]
- 1月24日 - Lucky Kilimanjaroのオリジナルグッズ企画開始[107]
- 2月2日 - ファッションD2Cブランド「PUFF Designs」を事業買収[108]
- 2月7日 - 「UP-T（アップティー）」モデル争奪戦、グッズ販売バトル開催[109]
- 2月16日 - 「HORIPRO ACTORS LIVE EPISODE3」とのコラボレーション企画 出演俳優らによる限定グッズの販売企画開催[110]
- 3月4日 - 東京リベンジャーズ UP-Tコラボグッズ販売開始[111]
- 3月14日 - 「札幌コレクション 2024 SPRING/SUMMER」にてハリウッドザコシショウら豪華演者が出演するステージ開催[112]
- 3月16日 - 「関西コレクション 2024S/S」にて特別ステージ開催[113]
- 3月19日 - 「札幌コレクション 2024 SPRING/SUMMER」のECサイトで販売開始[114]
- 4月11日 - UP-T新CMにAKB48、ひろゆきが出演[115]
- 4月18日 - NEXT IDOL GRANDPRIX2024 UP-T販売バトル投票審査結果発表[116]
- 4月18日 - 『推しの日アイドル』4月より放送スタート[117]
- 4月26日 - 「SPLASH SUMMER × 近代麻雀水着祭2024」×オリジナルTシャツのUP-Tコラボ開催[118]
- 4月26日 - ＝LOVExLIVE公式ライブグッズ販売開始[119]
- 5月9日 - ファン参加型ミッション企画『ニコニコ♡LOVERS Mission：』開催[120]
- 5月13日 - TVアニメ『進撃の巨人』コラボグッズ販売開始[121]
- 5月13日 - UP-T（アップティー）が、「@JAM EXPO 2024」の特別協賛社に決定[122]
- 5月15日 - 藤田愛理ソロイベント『 l 2×5 Re:) 』開催[123]
- 5月18日 - CROWN POPのメンバー「里菜」のソロイベント『Prism』を記念したグッズ販売[124]
- 5月24日 - 『週刊女性』とのコラボ企画開始[125]
- 5月31日 - ファン参加型ミッション企画『UP UP CHALLENGE』開催[126]
- 6月11日 - 「TGC teen 2024 Summer」のプラチナパートナーに決定[127]
- 6月18日 - ラジオ番組『AKB48のUP-Tension』スタート[128]
- 6月19日 - ゼロイチファミリアの『彼シャツデザインコレクション』開催[129]
- 6月25日 - OSAKA GIGANTIC MUSIC FESTIVAL2024 UP-Tオリジナルショップオープン[130]
- 6月27日 - クマリデパートのオリジナルグッズショップ開店[131]
- 6月27日 - 『SPARK2024 in KAWASAKI』とのコラボレーション企画のカスタムグッズ販売開始[132]
- 7月1日 - りんご娘のオリジナルグッズ直売所がUP-Tで開始[133]
- 7月10日 - MARUORI COLLECTION 2024開催決定[134]
- 7月10日 - RIZINガールCM争奪戦開催決定[135]
- 7月12日 - THE IDOL GP in TIF 2024 開催決定[136]
- 7月17日 - @JAM EXPO 2024とUP-Tのコラボ企画 ファッションショーステージ争奪戦 開催[137]
- 7月17日 - MROラジオ冠番組&UP-Tスペシャルステージ争奪戦 in かがやきフェス2024　オリジナルショップオープン[138]
- 7月22日 - AMEFURASSHIの SUMMER COLLECTIONショップオープン[139]
- 7月23日 - AKB48の『UP-Tension』が放送開始[140]
- 7月24日 - SKE48ドラフト2期生特別公演記念コラボショップオープン[141]
- 8月1日 - 【321アイドル部】生誕祭オリジナル限定グッズ販売開始[142]
- 8月1日 - 【京都コレクション開催記念】京都コレクションコンテスト×U-PT開催[143]
- 8月2日 - アイスリボン『不思議の国のアイス2024』× hotシュシュ 特別コラボグッズ祭開催[144]
- 8月7日 - オリジナルグッズショップ『もじじの楽園』オープン[145]
- 8月13日 - コミックマーケット2024UP-Tマーケットショップオープン[146]
- 8月22日 - 【@JAM EXPO 2024 supported by UP-T】アットジャムコラボショップオープン[147]
- 8月27日 - マルオリコレクションに『TBS』が後援決定[148]
- 8月28日 - 【miao】デザインショップ『みゃおぐっず』オープン[149]
- 8月28日 - 『EARLY MUSIC COLLECTION』Final stage 街頭ビジョン争奪戦開催[150]
- 9月12日 - 鈴原すず生誕記念オリジナルグッズ販売開始[151]
- 9月17日 - 山本彩カップ開催記念公式コラボショップオープン[152]
- 9月17日 - uN.× UP-T ビジョン争奪バトル開催[153]
- 9月20日 - HUNNY BEEオリジナルクッズコレクションオープン[154]
- 9月24日 - PATI PATI CANDY...☆カスタムコラボショップオープン[155]
- 9月25日 - KABUKICHO K-POP FES2024 開催記念オリジナルグッズショップ オープン[156]
- 10月2日 - 321アイドル部9月10月生誕際グッズ販売スタート[157]
- 10月4日 - NADESHIKO NIPPON 2024開催記念のUP-Tコラボサイトオープン[158]
- 10月13日 - 「SAPPORO COLLECTION 2024 AUTUMN/WINTER」にてステージ開催[159]
- 10月15日 - Vライバー事務所『MIRULA』とVライバーバトル開催[160]
- 10月17日 - The 37th JUNON SUPERBOY CONTEST開催記念 ジュノン争奪戦開催決定[161]
- 10月18日 - .BPM×UP-Tコラボショップオープン[162]
- 10月21日 - 配信者スーパー無人島生活 UP-Tコラボマーケットオープン[163]
- 10月22日 - 321Vライバー×UP-Tコラボ企画 オリジナルグッズバトル開催[164]
- 11月14日 - 321アイドル部11月12月1月生誕際グッズ販売[165]
- 11月20日 - 『EARLY MUSIC COLLECTION』Design Market オープン[166]
- 11月22日 - 第13回 Ms.Princess~Cinderella Edition~推しのグッズ獲得キャンペーンスタート[167]
- 12月5日 - コミケ限定Tシャツ手渡し会開催[168]
- 12月13日 - 超十代2024名古屋のステージ争奪戦開催[169]
- 12月20日 - 音灯~ontou~限定アイテムSHOPオープン[170]
- 12月20日 - ラフTファッションSHOPオープン[171]
- 12月24日 - 【KAWAII LAB. 3rd Anniversary Special LIVE 〜わたし“たち”の一番かわいいところ〜】の冠スポンサーに決定[172]
- 12月24日 - Momograciの美美兎［ビビバニ］ナイト放送スタート記念の特設サイトオープン[173]
- 12月29日 - 冬コミアップティー販売所オープン[174]

2025年
- 1月7日 - ねこぞー家の看板猫『りっちゃん』の誕生日コラボグッズSHOPオープン[175]
- 1月９日 - 米倉れいあBIRTHDAY Collabo SHOPオープン[176]
- 1月28日 - インフルエンサー街頭ビジョン争奪戦スタート[177]
- ２月５日 - 第17回日本高校ダンス部選手権大会 冬のバトルトーナメント Supported by 大樹生命 出場記念Tシャツオンライン販売開始[178]
- ２月１８日 - Bobby MaihamaとUP-Tがコラボ決定[179]
- ２月20日 - 令和6年度シブサン卒業式限定アイテム販売開始[180]
- ２月27日 - 『Picにゃんカスタムグッズショップ』オープン[181]
- ２月28日 - ネクスターとUP-Tが協業 インフルエンサーとのコラボ企画展開[182]
- 3月6日 - Betty Boop™️がUP-T SHOPで販売開始[183]
- 3月7日 - アップティー株式会社が株式会社ILEOの株式を子会社化[184]
- 3月13日 - BILLIKEN CREATORS UP-T SHOPオープン[185]
- 3月17日 - オリジナルグッズ販売バトル開催[186]
- 3月21日 - GIRLS GROOVE INNOVATION2025×UP-T OFFICIAL GOODS SHOPオープン[187]
- 3月25日 - UP-T×AKB48 Group Special Live開催決定[188]
- 3月28日 - 山dチャンネル×UP-Tコラボグッズショップ オープン決定[189]
- 4月4日 - 【321アイドル部】4期アイドル部お披露目LIVE開催記念コラボショップオープン[190]
- 4月8日 - シブサン卒業LIVE MEMORABLE PHOTTシャツ販売開始[191]
- 4月22日 - 「UP-T×AKB48 Group Special Live」ニコ生での独占生中継が決定[192]
- 4月26日 - SAPPORO COLLECTION 2025 SPRING/SUMMER UP-T DESIGN COLLECTION開催[193]
- 5月6日 - Task have Fun結成10周年キックオフワンマンライブ開催記念コラボショップオープン[194]
- 5月8日 - 株式会社ILEOの1対1オンライン特典会サービス「onlylive」と連携[195]
- 5月16日 - COSPLAY MODE×UP-T ORIGINAL DESING SHOPオープン[196]
- 5月19日 - 「@JAM EXPO 2025」の特別協賛社に決定[197]
- 5月20日 - Chaostopia×UP-T混沌世界のグッズショップオープン[198]
- 5月20日 - ゆめポケ×UP-T DREAM PALETTE SHOP オープン[199]
- 5月26日 - 『OSAKA GIGANTIC MUSIC FESTIVAL 2025』の特別協賛決定[200]
- 6月6日 - あきピヨ×UP-Tコラボグッズショップオープン[201]
- 6月12日 - 渋谷愛ビジョン×UP-T コラボショップオープン[202]
- 6月16日 - CRAYON Fes supported by UP-T コラボグッズショップオープン[203]
- 6月18日 - 近代麻雀夏の水着祭2025推しTショップオープン[204]
- 6月19日 - OSAKA GIGANTIC MUSIC FESTIVAL2025 UP-Tオリジナルショップオープン[205]
- 6月20日 - 映画「オンデマンド」2026年初旬公開[206]
- 6月24日 - 第17回日本高校ダンス部選手権 DANCE STADIUM バトルトーナメント出場記念Tシャツオンライン販売スタート[207]
- 6月25日 - OKINAWA COLLECTION 2025 UP-T DESIGN COLLECTION ショップオープン[208]
- 6月30日 - ペットビジョン争奪バトル開始[209]
- 7月3日 - 『ASOBISYSTEM 18th Anniversary ASOBIEXPO 2025』へ協賛決定[210]
- 7月7日 - TOKYO IDOL FESTIVAL 2025 supported by にしたんクリニック のメインステージ「HOT STAGE」に協賛[211]
- 7月9日 - @JAM EXPO 2025 supported by UP-Tファッションショーステージ争奪戦スタート[212]
- 7月31日 - 【@JAM EXPO 2025 supported by UP-T】アットジャムコラボショップオープン[213]

## 機能
UP-T（アップティー）は独自のデザインツールにより、お絵かき気分でTシャツ・パーカ・iphoneケース等に無料でデザインして購入・販売することができる。デザインツールやお好きな画像をアップロードして500種類近くあるアイテムにデザインを行い自ら購入できるだけでなく、販売もできる。自身でデザインした画像などをアップロードすることも可能。

### 購入
サイトから自分でカンタンにデザインをして購入が出来る。個人のプレゼント、趣味、サークルなど様々な用途でオリジナルのアイテムを制作・購入できる。大口注文も可能。
半袖Tシャツや長袖Tシャツ、ドライTシャツ、タオル、iphoneケースやスマホケース、キーホルダーなど、オリジナルグッズによる一つからのプリントを行うことができる。

### 販売
UP-Tではデザインツールで作成したデザインを販売することができる。発送元をご希望の内容に変更し、UP-T上のマーケットでBASEとの連携などの用途に応じた販売や設定が可能。

### 簡単デザインツールでオリジナルTシャツ作成
UP-Tでは一枚あたりプリント代も含める諸々込で1,000円（税込1,100円）でTシャツ作成できる。枚数が多くなればなるほど安くなるまとめて割システム。専用ソフトも必要ない。簡単デザインツールで誰でもプロ並のデザインが作れる。

### UP-Tマーケット
無料で簡単に商品を販売することができ、販売された商品を購入することもできる。

### クリエイターズスタンプ
デザインツール上でユーザーが使用できるスタンプを作成することができる。
作成したスタンプはUP-Tのデザインツールに登録される為、一般ユーザーもそれを使ってデザインを楽しむことができる。
ユーザーが１つスタンプを使用する毎にスタンプ作成者に報酬が発生する仕組みで、一度スタンプを作成してしまえば、後はユーザーが使用するのを待つだけで誰でも簡単にご自身のデザインを販売できるサービス。

### オリジナルショップ販売
無料でホームページを持ち販売できる。
デザインしたアイテムは売れるごとに、管理画面の商品管理で確認できる
そこから製造中、商品配送済みなどのステイタスを見ることが可能。
これらの対応はUP-Tのサポートが行う。販売時の手数料は10%。

### BASE連携
2019年5月19日にBASE連携をリリース。
UP-TとBASEのアカウントを連携し、ユーザーがデザインしたオリジナルグッズがカンタンにBASEで出品することが可能。
直送機能も活用できるため、UP-Tからエンドユーザーへ商品を直送することが可能。梱包や発送の手間を省くことができる。

### uランク
「uランク」は、UP-Tでのご注文回数に応じて、ブロンズ、シルバー、ゴールドの3段階のステイタスが決まり、スタイタスに応じた割引サービスを受けることができる。「uポイント」との併用も可能。

### uポイントサービス
お支払い金額に応じてポイントを付与するサービス。
1ポイント＝1円として、UP-T内で利用できる
uポイントは取得から1年間有効。

## グループ会社
- 宮米織物株式会社
- 丸井織物（南通）有限公司
- 良川サイジング株式会社
- 倉庫精練株式会社[214]
- オリジナルラボ株式会社
- 株式会社アルファ
- 株式会社カプセルボックス
- 株式会社ウィルテキスタイル